# 初恋の悪魔
『初恋の悪魔』（はつこいのあくま）は、2022年7月16日から9月24日まで日本テレビ系「土曜ドラマ」枠にて放送されたテレビドラマ。主演は林遣都と仲野太賀。坂元裕二の脚本によるオリジナル作品。
ドラマのジャンルについては各メディアからミステリアスコメディ、没入型推理ラブサスペンスコメディ、ヒューマンドラマ、サスペンスコメディ、サスペンス・ミステリーなど様々な種類の紹介がされているが、公式ではミステリアスコメディというジャンルに表現が統一されている。

## あらすじ
境川警察署の署長である雪松鳴人は停職中の刑事・鹿浜鈴之介の監視を「ある理由」から総務課職員の馬淵悠日に依頼する。
悠日が鈴之助の自宅がある住所を訪問すると、そこには広い洋館の一軒屋があった。その洋館に1人で住む鈴之介は世界中の凶悪犯罪や推理小説を好む不謹慎な推理マニアの刑事であった。
後日、悠日は数少ない友人の1人である会計課の小鳥琉夏からある病院における転落死事件の解明を頼まれる。解明を頼む琉夏の理由が、好意を寄せる刑事課の刑事・服部渚の捜査を陰ながら手伝いたいという極めて不純なモノであることが判明し、悠日は事件の解明に消極的であったが、監視を頼まれている博識で推理マニアの鈴之介のことを思い出す。迷惑がる鈴之介の家に押しかける形で捜査会議を始め、独自の調査を続ける中で生活安全課の摘木星砂も捜査に加わっていく。
この転落死事件の「自宅捜査会議」をきっかけに、捜査権限のない警察職員の4人は鈴之助の洋館を根城にしながら様々な事件を調査していくことになる。

## キャスト

### 主要人物
神奈川県警 境川警察署に所属する4人の警察関係者で、いずれも捜査権を持たない。
「マーヤーのヴェールを剝ぎ取るんだ。」の合言葉で「自宅捜査会議」を鈴之介宅で開き、独自に事件の犯人を推理する。
鹿浜鈴之介（しかはま すずのすけ）
演 - 林遣都（幼少期：吉田奏佑）
停職処分を受けていた刑事課の刑事。
古今東西のハサミを凶器の一種として収集する凶悪犯罪愛好家の推理マニア
雪松弓弦に襲われ負傷した星砂が刑事の人格に戻ったことで、彼女との信頼関係が無かったことになるが「元に戻っただけだ」と自分に言い聞かせていたところに、「もうすぐ居なくなるから」と別人格の星砂が自宅に現れ、「これからもあなたのことを思っています」「仲良くなれる人、友達になれる人って、いて当たり前じゃないと思うんです」「大事なのはちゃんと自分のままでいることだなって」と会話し、最後の別れを遂げる。
馬淵悠日（まぶち はるひ）
演 - 仲野太賀
総務課の警察行政職員。刑事だった兄・朝陽が捜査中の事故で殉職している。
優秀な兄の影響で現状に満足と平静を装うが、心の中では劣等感に苛まれている。
雪松が兄・朝陽のスマホを奪おうとしていることに気づき、そのことを指摘した際「なんでお前が生きちゃったんだろうな」と暴言を吐かれたことから雪松を殴り、警察職員を懲戒解雇されるが、雪松による息子・弓弦の殺人隠蔽、兄・朝陽の殺害が明るみになり、雪松を殴打した背景が周囲に理解されたことで、復職する。
雪松弓弦に襲われ負傷し、刑事の人格に戻った星砂を鈴之介の洋館で1ヶ月看病しながら星砂の別人格が表に出た際にすぐ鈴之助に合わせることができるように3人で一時的に暮らす。しかし、鈴之助に迷惑がられる。
摘木星砂（つみき せすな）
演 - 松岡茉優
生活安全課の刑事。刑事の人格と、「ヘビ女」と呼ばれる別人格を持つ多重人格者。
購入した記憶のない服やバッグ、パンプスなどが自宅クローゼットに大量に保管されており、紛失した朝陽のスマホを所持するなど、別人格が行動中の記憶を共有していない。
別人格の星砂はかつて淡野リサの世話になったことから、彼女を冤罪に陥れたシリアルキラーを見つけ出し、淡野リサの救済と犯人への報復を目論む。
別人格の星砂の際、シリアルキラーと気づかれた雪松弓弦に襲われたことをきっかけに、また人格が消えてしまうが、雪松弓弦の逮捕から1か月後、刑務所から釈放された淡野リサと対面し、別人格の自分が救済しようとしていたと伝え、淡野リサと親交を深める。
小鳥琉夏（ことり るか）
演 - 柄本佑
会計課の警察行政職員。新人刑事の渚に密かに心を寄せている。
悠日とは「警察が嫌い」という共通点で親しくなっている。
渚に手柄を立てさせてあげようと動いたことで「自宅捜査会議」が開かれるようになるが、事件の犯人を教える手紙を渡してくれるのは鈴之介ではないかと渚から相談され、複雑な気持ちになる。
WHAのクイズを「誕生日のパラドックス」と瞬時に見破る等、数学的才能に秀でる。

### 境川警察署

#### 刑事課
服部渚（はっとり なぎさ）
演 - 佐久間由衣
新人刑事。捜査熱心で新たな情報を発見し報告するが、課長の尾白には無視されている。
口木に犯人逮捕の手柄を横取りされても、事件が解決すればよいと考え気にしていない。
鈴之介に「自宅捜査会議」で犯人を伝えていたのは小鳥であったと明かされていたことから、彼に感謝を述べる。
口木知基（くちき ともき）
演 - 味方良介
刑事。渚の先輩。
小鳥が渚へ手紙で伝える「自宅捜査会議」の結論から犯人を逮捕し、手柄を横取りする。
桐生菜々美の殺人容疑に関して、死体遺棄現場で発見されたネイルが無視されたことから、県警本部の捜査に疑問を抱くが、署長の雪松の判断と察し、それ以降は意見しなくなる。
出口玲雄（でぐち れお）
演 - 西山潤
刑事。雪松の後任の新署長に媚びを売ったことから、尾白に注意を受ける。
尾白詠子（おじろ えいこ）
演 - 瀬戸カトリーヌ
課長。渚が捜査の見立てを覆す情報を報告しても、見立てを誤ったと思われることを嫌い、無視している。
刑事課の刑事
演 - 千葉翼、西将輝、石田雄生、加藤竜治

#### 会計課
有希子（ゆきこ）
演 - 土居志央梨
小鳥の同僚。経費の精算が遅くなったお詫びに、渚が小鳥に差し入れたアイスクリームを受け取る。

#### 総務課
長沢保（ながさわ たもつ）
演 - 岩本淳
悠日の先輩。改善の余地がある作業でも疑問を持たず、今まで通りの方法を踏襲する保守的な人物。
悠日が懲戒解雇され署を去る日、労をねぎらうこともなく何事もなかったように振る舞い、悠日を無視する。
田中（たなか）、大田（おおた）
演 - 田中裕夏子、大田路
悠日の同僚。

#### 署長
雪松鳴人（ゆきまつ なるひと）
演 - 伊藤英明
署長。悠日に朝陽殺害の嫌疑から鈴之介の監視を指示し、自身も秘密裏に捜査に当たる。
当初、朝陽の殉職の謎を追っていたと思われたが、朝陽の所持していたスマホに他人に知られては困る情報があることを疑念して捜査しており、そのことに気づいた悠日を警察行政職員を辞めさせ、民間企業に転職させようとした。
息子・弓弦の告白によると、弓弦が12歳の時に所属していたアウトドアクラブの同級生・磯村大地をキャンプ場の川辺で殴打し続けた上、溺死させ、その光景を目撃したアウトドアクラブの塩澤潤、吉長圭人、望月蓮たちを脅して口封じしたが、それから3年後に塩澤、5年後に吉長、今年になり望月から父の暴行殺人の件をネタに金銭を要求されるたび、父・鳴人が彼らを殺害したとされる。
しかし、弓弦の証言は全て嘘で、弓弦たちが磯村大地をいじめて川辺で死亡させてしまったことを携帯電話で相談され、事故死に偽装させたことを皮切りに、弓弦と共に事故死に隠蔽した塩澤、吉長、望月たちがそのことを公表しようと弓弦に相談した際、彼らが弓弦に殺害されるたび、息子の殺人を偽装工作で隠蔽し、無関係の人間に殺人の罪を擦り付け冤罪に貶め、偽装工作に気づいた悠日の兄・朝陽をも転落死に偽装して殺害していた。
息子の殺人を隠蔽したことを鈴之介たちに突き止められてもなお、自分が息子の罪を被り、鈴之介を警察内で昇進させると懐柔し、息子の罪を隠蔽しようとするが、鈴之介に何時までも息子の殺人を隠蔽することになると一蹴される。息子の殺人が白日の下となり、鈴之介のコレクションのハサミで自決しようとするも死にきれず、通報で駆け付けた境川署の刑事に逮捕され、悠日の兄・朝陽の殺害を自供して再逮捕される。

### 悠日の家族
馬淵朝陽（まぶち あさひ）
演 - 毎熊克哉
悠日の兄。元神奈川県警本部捜査一課の刑事。強盗を追跡時に高所から転落し、殉職したとされている。
殉職時、装備していた拳銃の弾丸が一発足りず、スマホを紛失しているなど不審な点が確認されている。
先輩の雪松のことを刑事の生き方を教えてくれた恩人として尊敬し、「初恋の人」のような人物と表現していたが、高校生・吉長圭人殺害の容疑者・淡野リサへの発砲を命じられ、吉長殺害の凶器を雪松が淡野リサの自宅アパートに持ち込んだ偽装工作に気づいたため、口封じに雪松に転落事故に偽装され殺害されていた。
馬淵大二郎（まぶち だいじろう）
演 - 篠井英介
悠日と朝陽の父。元警察官。兄の朝陽に警察官として強い期待を抱き、警察官になれなかった悠日には期待していないと悠日に思われていたが、それは悠日の思い込みで、悠日が勝手に傷ついていることを知らない。婚約破棄となった悠日のためにミス東大との見合い話を持ってきたり、警察職員のクビを回避できないかと雪松に掛け合ったりと、親として息子のことを案じている。
馬淵瑞江（まぶち みずえ）
演 - 中村久美
悠日と朝陽の母。朝陽が殉職した時、雪松は朝陽と暫く会っていないと語っていたが、殉職前日に朝陽本人から雪松と会っていた話を聞かされおり、そのことが関係して悠日が雪松を殴ったのではないかと、悠日に問いかける。その過程で朝陽のスマホのパスワードが7580（七転び八起き）であることを悠日に教える。

### その他
森園真澄（もりぞの ますみ）
演 - 安田顕
自称駆け出しのサスペンス小説家。鈴之介宅の隣人。
夜更けに上半身裸で仮面を被り、自宅で儀式的な振る舞いをしていたのを鈴之介に目撃され、猟奇犯罪者と見なされマークされる。
鈴之介宅に逃げ込んだ窃盗犯を追い、鈴之介と交流を持つようになり、彼の自宅内に設置された監視カメラを発見、その存在を教えるが、実は元弁護士で、鈴之介のことを5年前、失踪後に遺体で発見された境川市の中学生・塩澤潤の殺害犯と睨みマークしていた。
夜の儀式は作品を創作する際の「作家あるある」で、自宅に通う複数の女性たちは皆、出版社の担当編集であった。
雪松弓弦が鈴之介のコレクションのハサミで星砂を襲おうとしたところを身を挺して庇い、背中を刺され重傷を負い、毛布に巻かれ拘束されるが、鈴之介たちが弓弦を制圧したことで救出され、救急搬送されたことで一命を取り留める。
雪松弓弦による連続殺人と、父・鳴人による息子の殺人隠蔽が立証されると、冤罪で刑務所に収監されていた矢澤栄太郎と淡野リサが釈放されることを鈴之介や星砂たちに報告する。
野上千尋（のがみ ちひろ）
演 - 萩原みのり
森園の妻を名乗る女性。
小洗杏月（こあらい あづき）
演 - 田中裕子
「こあらい医院」院長。元監察医で、星砂とは彼女が県警捜査一課時代からの付き合い。
悠日の兄・朝陽から右鎖骨付近に銃撃を受け駆け込んで来た星砂を秘密裏に治療している。
刑事の人格に戻った星砂に、治療を受けて自分自身を取り戻すように助言する。
淡野リサ（あわの リサ）
演 - 満島ひかり（第6話 - ）
16歳の時、東京に家出した別人格の星砂を救った女性。
行き場のない家出少女たちを自宅に匿い、朝から晩までハウスクリーニングで働き、偽ブランドのバッグなどを転売して養っていた。近隣住民などの通報で家出少女が家族に連れ戻されたり、詳細不明の男たちに連れていかれる中、借金がかさみ、星砂に間庭製作所に金を借りてくるように託けていたが、星砂の別人格が消えて存在を忘れ去られる。
それから7年後の2019年、星砂が警察官になった頃に別人格が現れると、17才の少年・吉長圭人を殺害した容疑者として指名手配されており、朝陽に追われていた。星砂が何とか潔白を示そうとするが、別人格の星砂が消えて再び存在を忘れ去られる。
更に2年後、別人格の星砂が現れた時には宇都宮刑務所に服役していたが、吉長圭人殺害容疑で拘留中、取り調べした警官から人格を否定され続けられたことに精神を追い詰められ、犯してもいない罪を認めた結果であった。
吉長圭人殺害が冤罪であったことが立証されると釈放され、刑事の星砂と対面することになる。別人格の星砂の裏切り行為について謝罪されるが、自分の知らない人格の星砂に困惑する。いなくなった別人格の星砂はどこに行ってしまったのかと彼女の身を案じて、刑事の星砂に目を閉じてもらい、別人格の星砂に感謝を述べ、刑事の星砂とも親交を深める。
雪松弓弦（ゆきまつ ゆづる）
演 - 菅生新樹（12歳時：越山敬達）（第8話 - ）
署長・雪松鳴人の息子。シリアルキラーに殺害された望月蓮のものと思われる靴を国道に投棄しようとしていたところを、尾行していた小鳥と悠日に拘束され、望月蓮殺害を自供するように促されるが、殺害したのは自分ではなく、父の鳴人であると二人に告げる。
12歳の時、所属していたアウトドアクラブの夏の遠征キャンプへ向かうバスに乗り遅れたため、父・鳴人にキャンプ場へ送り届けてもらい別れるが、その後、アウトドアクラブの仲間・磯谷大地の行方が分からなくなったため、クラブの仲間の塩澤潤、吉長圭人、望月蓮たちと探し回ると、帰宅したはずの父・鳴人が川辺で磯谷大地を何度も殴り溺死させたと証言する。その光景を目撃した、塩澤、吉長、望月を鳴人が脅したことで、事件はしばらく秘密にされていたが、それから3年後に塩澤、5年後に吉長、今年になり望月から父の暴行殺人の件をネタに金銭を要求されると、そのたびに父・鳴人が彼らを殺害したと小鳥と悠日に告白する。
小鳥、悠日と共に鈴之介宅に保護され、星砂と二人きりになった時に渡された朝食のおにぎりを掴んだ際、吉長圭人殺害事件のもうひとりの容疑者とされる人物の特徴である、左肘の火傷痕を星砂に目撃される。恐怖した星砂が逃げようとすると鈴之介のコレクションのハサミで襲い掛かるが、その場に駆け付けた森園に体当たりされ体を吹き飛ばされるも、森園の背中にハサミを突き刺す。
自分がシリアルキラーであることに気づいた森園、星砂、小鳥を襲い身柄を2階の部屋に拘束。洋館に引き返してきた鈴之介、悠日に星砂が玄関で転倒して負傷し、小鳥と病院に行き不在と嘘をつくが、鈴之介が森園に電話したところ、洋館の玄関で森園のスマホが見つかったため、その場を取り繕うのに、森園が星砂を負傷させたと先程と異なる話をするが、鈴之介に問い詰められたことからハサミで襲い掛かり、2階の部屋に籠城する。その後、殺人隠蔽を相談した父の鳴人が洋館を訪れたことで、シリアルキラーであることが確実となり、星砂を殺害されたと思い怒り狂う鈴之介に部屋に強行突入され1階に逃げハサミで返り討ちにあいそうなところ2階で拘束された仲間の無事を馬渕が声を上げ知らせ我に返った鈴之介に手錠をかけられ、通報で駆け付けた境川署の刑事たちに逮捕される。

### ゲスト

#### 第1話
野田新（のだ あらた）〈14〉
演 - 柴崎楓雅
俵木総合病院に小児がんで長期入院中だった少年。花火大会の翌日、病院の中庭の花壇に転落した遺体となって発見される。
生前、「闘病ライフ」と題し、花と喋ることができると語る動画をSNSに残していた。
症状は寛解しており、ふた月もすれば退院していただろうと、星砂に依頼された小洗は医療カルテの内容から診断している。
松本大希（まつもと だいき）
演 - 髙橋來
新と同室だった少年。
堂島医師が新を窓から突き落としたと警察に証言した後、容体が悪化し、ICUで治療を受ける。
堂島彬人（どうじま あきひと）
演 - 川原田樹
俵木総合病院の医師で新の担当。
島倉栞奈の手術を放置し、緊急搬送されてきた一文字萬太郎の応急手術を優先したことを新と大希に目撃される。
多田真奈美（ただ まなみ）
演 - ふるかわいずみ
俵木総合病院の看護師。新と大希の担当。
片岡七海（かたおか ななみ）
演 - 原舞歌
俵木総合病院の看護師。
鈴木由奈（すずき ゆうな）
演 - 崎本詩織
俵木総合病院の看護師。
島倉栞奈（しまくら かんな）
演 - 吉田空
俵木総合病院に入院する少女。
新の病室の向かいの病棟の病室から、窓際に置いた花の花言葉で新と意思の疎通を図っていた。
花火大会の前日に堂島医師に手術されるが、翌日に亡くなっている。
島倉（しまくら）
演 - 東龍美
島倉栞奈の父。
一文字萬太郎（いちもんじ まんたろう）
演 - 松尾貴史
クイズ番組「クッキングクイズ」の大物司会者。夏の交通安全運動のイメージキャラクター。
花火大会の前日の晩、心筋梗塞で俵木総合病院に緊急搬送され一命を取り留め、入院中。

#### 第2話
東浦結季（ひがしうら ゆき）
演 - 山谷花純（第3話）
悠日の恋人。悠日には結婚を機に仕事を辞め主夫になり、オープン・マリッジの関係になることを望んでいる。
悠日から改めてプロポーズしようと喫茶店に呼び出されるが、悠日の前に現れることはなかった。
青木雄生 （あおき たけお）
演 - 一ノ瀬竜
結季の悠日以外の交際相手。
安生夕紀夫（あんじょう ゆきお）〈60〉
演 - 内藤トモヤ
日出夫の兄。兄弟紙切り芸人「ゆきおひでお」の兄の方。団地の廊下で胸にハサミを突き立てられ刺殺される。
弟の借金の借用書を紙切り芸の作品に仕上げていたことから、悠日は借金を帳消しにしようとしたのではないかと推測している。
安生日出夫（あんじょう ひでお）
演 - 六角精児
夕紀夫の弟。兄弟紙切り芸人「ゆきおひでお」の弟の方。
兄に借金があり返済を求められており、兄の住む団地で被害者の兄のふりをして「人殺しがいる」と叫び人払いし、一種の密室状態を作り、警察が通報で駆け付けたタイミングで兄を刺殺し、犯行時刻に時差を生じさせアリバイを作り出していた。
谷岡（たにおか）
演 - 石丸奈菜美
団地の住人。大学の卒業研究のテーマは白亜紀で、その当時の恐竜に詳しい。
副島（そえじま）
演 - アフロゴトウ
団地の住人。

#### 第3話
山田淳司（やまだ あつし）
演 - 今野浩喜
老舗スーパー「やまだや」の店長。万引き犯を見間違えた星砂を叱責する。
下田絹子（しもだ きぬこ）
演 - 松金よね子
先代オーナーの頃から「やまだや」に勤務するパート主任。万引き犯を何度も見間違えた星砂が山田から叱責されるのを庇い立てする。
老後の資金が不安になり、スーパーの防犯カメラが録画映像を再生中は録画が停止される欠点に付け込み、囮の万引役を雇い、星砂たちがスタッフルームで万引き時の録画映像を再生し、録画が停止されている隙に社長室に忍び込み、金庫から売上金を横領していた。
高井、箕田、石井、「SUIKER」と書かれたバッグを持つ男
演 - 中澤功、藤本静、丹波達也、西洋亮 
「やまだや」で万引き容疑で呼び止められた来店客たち。
星砂が万引きする様子を目撃するも、防犯カメラではその様子が死角で確認されず、盗んだものがバッグから発見されなかったことから解放されるが、下田絹子が売上金を横領するために雇われた囮役で、スタッフルームで盗品を入れていたバッグと同じ種類の別のバッグにすり替え、万引きをしていない偽装工作を行っていた。
弓槻貴司（ゆづき たかし）
演 - 中野裕太
居酒屋で見かけた星砂に声をかけ額の傷を見せるが、星砂が誰か判らないそぶりを見せると襲い掛かり、「ヘビ女」と吐き捨てる。

#### 第4話
世界英雄協会の男
演 - 和知龍範
ワールドヒーローアソシエーション（WHA）を名乗り、「ゴミ人間」と称するルールを守らない人をドローンからダーツで射貫き、動画配信サイトで犯行声明を表明、自身の居場所を示唆するクイズ形式の挑戦状で警察を挑発し、歪んだ正義感を顕示する。
捜査中の渚が被害者となったことから小鳥がクイズを解き居場所を特定するが、クイズを解いた人を攻撃する為の罠であった。
鈴之介の考察で犯行現場とドローンの飛行可能半径から現実的な居場所を絞り込み、小鳥は再度探し出そうとするが、それよりも先に動画の投稿履歴から足がつき、境川署に逮捕される。社会の風紀を乱す人を許せず境川署に相談に駆け込んだことのある男だった。
里子
演 - 大竹一重
森園の家に通う女性。出版社の森園の担当編集。
佐緒里
演 - 中澤瞳
森園の家に通う女性。出版社の森園の担当編集。
傘を横に持っていた男
演 - 酒巻誉洋
人ごみの中で持っていた傘を大きく振りながら歩いていたため、WHAの男にダーツで射貫かれる。
分別しないでゴミを捨てた女
演 - 伴優香
空き缶入れに空き缶以外のゴミを投棄したため、WHAの男にダーツで射貫かれる。
行列に割り込んだ男
演 - 山﨑秀樹
飲食店の入店待ちの列に割り込んだため、WHAの男にダーツで射貫かれる。
自転車を二人乗りした学生
演 - 岡田涼
自転車を女性と二人乗りしたため、WHAの男にダーツで射貫かれる。
看護師
演 - 真下玲奈
渚の入院した病院の看護師。
暗い目の男
演 -　キャッチャー中澤
小鳥がWHAの男を捕まえようと絞り込んだ範囲を捜索した際、マンションのベランダに居るのを目撃した男。
風貌から小鳥はWHAの男ではないかと怪しむが、それは小鳥の偏見で、妻と幼い娘を持つ全くの他人であった。

#### 第5話
塩澤潤
演 - 黒田陸（第9話・最終話）（12歳時：海津陽）
5年前の2017年、境川市で失踪してから3日後、19カ所の刺し傷を負った遺体が要川で発見された中学生。 ホームレス・矢澤栄太郎により殺害されたとして事件が処理されるが、失踪中「地下室みたいなところにいる」とメールを送信していたことを、裁判所は「勘違い」ということで済ませている。
12歳の頃、「境川アウトドアクラブ」に所属しており、雪松弓弦、吉長圭人、望月蓮たちと夏の遠征キャンプで同級生の磯谷大地を川辺でいじめているうちに溺死させてしまい、そのことを弓弦が携帯電話で相談した弓弦の父・雪松鳴人の指示で靴を脱がし、靴を探しに川で溺死したと偽装工作をして、いじめによる死を隠蔽していた。しかし、5年前に磯谷大地の死亡事件を磯谷の両親に謝罪したいと弓弦に相談したために、弓弦にナイフで19カ所を刺され殺害され、弓弦が相談した父・鳴人により、メールによる生存情報を捏造された上、弓弦に靴を脱がされ要川に死体を遺棄されていた。
椿静枝
演 - 山口果林
鈴之介が住む洋館の先代の持ち主。偶然出会った「冷血な変人」と呼ばれていた鈴之介を受け入れ親しくなり、彼に自身が住む洋館を譲るが、程なくして亡くなってしまう。
旧境川中学校の外壁崩壊に巻き込まれ亡くなった娘と孫の無念を晴らすため、外壁崩壊事故に関わった市職員の天川篤彦を自宅の地下室に監禁し罪を認めさせようとするが逃亡され、監禁罪で逮捕されるも情状酌量で執行を猶予される。
その後も事故の関係者を監禁しようと試みるが、鈴之介と親しくなるうち復讐心が無くなり、鈴之介に救われたと手記を残していた。
天川篤彦
演 - 宮崎秋人
境川市役所の職員。公園で椿静枝に声をかけられ、外壁崩壊事故の責任を認めるよう洋館の地下室に監禁されるが、逃亡に成功する。
椿朝美、椿大斗
演 -
椿静枝の娘と孫。静枝の誕生日を祝いに彼女の住む洋館を訪れる道すがら中学校の外壁崩壊に巻き込まれ、下敷きとなり絶命した。
上柳智宏
演 - 谷田歩
朝陽が殉職した日に彼と行動を共にしていた刑事。強盗犯を逮捕するため、潜伏しているとされる「BAY PLAZA HOTEL」を訪れるが、朝陽が見当違いで強盗犯が屋上に逃げたと追跡し、誤って転落したのではないかと雪松、悠日、星砂に殉職現場で説明する。
男性A、男性B
演 - 久獅、秋元貴秀
都内で星砂をナンパしようとした男性二人組。都内に出張していた鈴之介が現れ、ナンパを阻止される。

#### 第6話
矢澤栄太郎〈60〉
演 - 三島ゆたか
ホームレス。塩澤潤の殺害の容疑者。当初犯行を否定していたが、衣服から被害者の血痕、所持品から凶器のナイフ、被害者の財布が発見され、後に認めて懲役30年が言い渡され服役中。しかし、当時弁護士で矢崎の国選弁護人を務めていた森園は、犯行内容と矢崎の人となりの間にギャップを感じ、冤罪で別に犯人がいるのではと疑問を持ち続けていた。後に、塩澤潤殺害が冤罪であったことが立証され釈放される。
間庭信彦
演 - 佐藤正宏
間庭製作所の社長。別人格の星砂と面識があり、訪ねてきた星砂を懐かしむ。
間庭麗子
演 - 歌川椎子
間庭信彦の妻。信彦同様、訪ねてきた星砂を懐かしむ。
佐伯澪里
演 - 木越明
間庭製作所の従業員。7年前、家出した際に淡野リサに世話になっていた女性。リサに金を借りてくるよう託けられた星砂が、戻ってこなかったため、星砂を恨んでいた。
和香奈、泉子
演 - 瀬戸芭月、仲田友紀子
淡野リサに世話を受けていた家出少女たち。
吉長圭人
演 - 石橋和磨（第9話・最終話）（12歳時：阪口陽南）
吉長不動産の社長の息子。3年前の2019年、ハウスクリーニングをしていた淡野リサが金品を窃盗しているのを目撃したために、淡野に21カ所を刺され殺害され、朧川に死体を遺棄されたとされる。享年17歳。川に遺棄された濡れた遺体、無数の刺し傷、靴を履いていない、殺人の容疑者が逮捕されているという共通点から、鈴之介は塩澤潤を殺害したのと同じシリアルキラーの犯行と推理する。
その後、森園が殺害事件の捜査資料を再調査すると、吉長圭人の遺体が発見される直前に、タクシーに乗り込もうとした吉長と思わしき人物が、左肘に火傷痕がある人物に引きずり降ろされた目撃証言があり、当初、その火傷痕のある人物が容疑者と目されていたが、淡野リサの自宅アパートから凶器が発見されたことで、それ以上捜査されなかったことが判明する。
12歳の頃、「境川アウトドアクラブ」に所属しており、雪松弓弦、塩澤潤、望月蓮たちと夏の遠征キャンプで同級生の磯谷大地を川辺でいじめているうちに溺死させてしまい、そのことを弓弦が携帯電話で相談した弓弦の父・雪松鳴人の指示で靴を脱がし、靴を探しに川で溺死したと偽装工作をして、いじめによる死を隠蔽していたが、磯谷大地の死亡事件の公表を弓弦に相談したために、弓弦にナイフで刺され殺害され、靴を脱がされ朧川に死体を遺棄された上、父・鳴人の偽装工作で弓弦の殺人が隠蔽されていた。

#### 第7話
桐生菜々美
演 - あかせあかり（第9話）
望月蓮殺害事件の容疑者。望月の恋人。神奈川国際大学の大学生。犯行時刻には「ひとりカラオケ」をしていたカラオケ店で大学のテニスサークルの男性5人組と会ったアリバイがあると主張する。
渚がテニスサークルの学生の証言が偽証で、アリバイのある菜々美を逮捕することは誤認逮捕の可能性があると指摘するが、部屋から凶器が発見されたため望月蓮殺害事件の容疑者として逮捕されてしまう。
望月蓮
演 - 萩原竜之介（第9話・最終話）（12歳時：太田琉星）
殺害事件の被害者。神奈川国際大学の20歳の大学生。境川警察署管内の羽鳥川で発見された遺体は水に濡れ、無数の刺し傷があり、靴を履いていなかったことから、塩澤潤、吉長圭人に続くシリアルキラーによる第3の殺人事件と鈴之介たちは推理する。
12歳の頃、「境川アウトドアクラブ」に所属しており、雪松弓弦、塩澤潤、吉長圭人たちと夏の遠征キャンプで同級生の磯谷大地を川辺でいじめているうちに溺死させてしまい、そのことを弓弦が携帯電話で相談した弓弦の父・雪松鳴人の指示で靴を脱がし、靴を探しに川で溺死したと偽装工作をして、いじめによる死を隠蔽していたが、磯谷大地の死亡事件の公表を弓弦に相談したために、弓弦にナイフで刺され殺害され、靴を脱がされ羽鳥川に死体を遺棄された上、父・鳴人の偽装工作で弓弦の殺人が隠蔽されていた。
学生A、学生B
演 - 吉沢彩、小室有紀
神奈川国際大学の大学生。恋人の望月蓮が亡くなったばかりなのに、SNSにアップする写真を嬉々として撮影する桐生菜々美を見かけ非常識に感じ、望月を殺したのは菜々美ではないかと噂する。
三好
演 - 武田祐一
桐生菜々美がひとりカラオケをしていたというカラオケ店「わんわん」の店員。菜々美の証言に反し、彼女は事件当日来店していないと証言するが、神奈川国際大学のテニスサークルの男性5人が合コンしていた付属高校の女子高生5人に酒を提供していたことを隠すため偽証し、当日の防犯カメラの映像を消去していた。
佐山礼治、木田健翔、新藤剛、中本昌樹、大橋進矢
演 - 飛田一樹、石田泰誠、栗原航大、木村伊吹、八杉泰牙
神奈川国際大学テニスサークルの男性5人組。桐生菜々美と顔見知り。菜々美の証言に反し、5人ともカラオケ店で菜々美とは会っていないと証言するが、付属高校の女子高生5人と飲酒を伴う合コンをしていたため偽証していた。
神奈川国際大学付属高校の女子高生
演 - 高鶴桃羽、石川涼楓、勝海碧、月城ひかり、長谷川彩花
大学生のテニスサークル男性5人組とカラオケ店「わんわん」で合コンを行い、未成年ながら飲酒していた。

#### 第8話
羽佐間
演 - 政岡泰志
朝陽のスマホの通話履歴に残されていた理髪店「Hair Salon SEVEN」の店主。かつて借金取りが娘の学校にまで押し掛けたことに怒り、刃物でその借金取りを刺したため、生前の朝陽に逮捕されている。刑期を終えて理髪店を再開した時、朝陽は最初の客として来店してくれ、それ以降、月に一度、来店してくれていた。
西野
演 - 山崎薫
朝陽のスマホの通話履歴に残されていた蕎麦屋「増田屋」の店員。かつて誤認逮捕されそうになったが、捜査に当たった生前の朝陽が冤罪を信じたことで自殺を思い留まり救われている。人を疑うことが仕事の刑事が、誰かの幸せに繋がる仕事と信じることができ励みになったと朝陽は語っていた。また、人見知りする自分と違い、愛嬌があり周りから愛される弟の悠日の様になりたかったとも語っていた。
本城
演 - 神尾佑
朝陽のスマホの通話履歴に残されていた「みぞれさん」の名前で登録されていた刑事。余命半年の身を押して病院を抜け出し、連絡をくれた悠日の自宅アパートを訪れ、朝陽は雪松に殺されたと語る。
朝陽が殉職した当時、競馬に夢中で借金を作り、神奈川県警本部捜査一課から所轄に飛ばされたが、朝陽から連絡を受け、先輩の雪松の命令で逃走中の淡野リサに発砲したことを相談され、雪松が邪魔な淡野を殺す理由があるのだろうと答える。
その後、朝陽が吉長圭人殺害事件で淡野リサの自宅アパートから発見された凶器の刃物に疑問を持ち、雪松に意見をもらうと聞かされた翌日に朝陽が殉職したことから、朝陽は雪松に殺されたと疑念を抱くが、本部の刑事たちが皆、雪松を尊敬している状況であったことから、揉め事を起こして警察を辞めたくないと考え、雪松の疑惑についてそれ以上追及することができなかった。
リポーター
演 - 橋本拓也
桐生菜々美が望月蓮の殺害容疑で逮捕されるニュースを境川署前からリポートする。
アナウンサー
声 - 岩佐早希（最終話 声の出演）
桐生菜々美が望月蓮の殺害容疑で逮捕されるニュースを伝える。
県警本部の運転手
演 - 藤田啓介
かつて雪松を担当した県警本部の運転手。鈴之介から3年前の吉長圭人殺害事件当日のアリバイを確認される。
清掃員
演 - 中村敦子
株式会社苗代ブレーキの清掃員。5年前の塩澤潤殺害事件当日の雪松のアリバイ調査に訪れた森園から、事件当日に雪松を目撃したかピンポイントで尋ねられ、困惑する。

#### 第9話
雪松響子
演 - 楊原京子
署長・雪松鳴人の妻。夫から電話で息子・弓弦の殺人の隠蔽工作を終えた報告を受けていた。
責任者
演 - 古賀清
3年前に朝陽が転落死した「BAY PLAZA HOTEL」の責任者。朝陽が転落死した日の宿泊名簿を閲覧させてほしいと捜査に現れた鈴之介から要求されるが、既に廃棄したと答える。
小出
演 - 村中玲子
3年前に朝陽が転落死した「BAY PLAZA HOTEL」の従業員。朝陽が殉職した日に屋上のスズメバチの巣の駆除に業者を呼んでおり、屋上に見知らぬ男がいたことから駆除業者の人間と思い声をかけるとその場を立ち去られ、その後、朝陽が転落した後に駆け付けた警察の中に、先程屋上で見かけた男がいたと捜査に現れた鈴之介に証言し、鈴之介から雪松署長の写真を見せられると、屋上にいたのはこの男だったと告げる。
塩澤雅美
演 - 黒川なつみ
塩澤潤の母親。訪問してきた森園を亡くなった潤の部屋に案内する。
吉長文乃
演 - 鈴樹志保
吉長圭人の母親。訪問してきた森園を亡くなった圭人の部屋に案内する。
川合
演 - 宮沢大地
望月蓮の親戚。神奈川県警と偽って訪問してきた森園に対応し、森園を蓮の自宅アパート内に案内する。
磯谷大地
演 - 新城政宗（最終話）
雪松弓弦が12歳の時に所属していた「境川アウトドアクラブ」の同級生。夏の遠征キャンプで久瀬川で溺死しており、弓弦によると、父の鳴人が何度も殴打した上、溺死させられたとされるが、実際は雪松弓弦、塩澤潤、吉長圭人、望月蓮の4人から川辺でいじめを受けるうちに溺死しており、弓弦が父・鳴人に相談し、彼の指示で無くした靴を探すうちに川で溺死したように偽装されていた。
鹿浜宅の隣人
演 - 谷山知宏
自宅前に停めている車が迷惑だと鹿浜邸に苦情を言いに来る。

#### 最終話
伊東未来
演 - 川添野愛
雪松弓弦に襲われた森園、星砂、小鳥が搬送された病院の看護師。小鳥を小島と間違えたことから、鈴之介に訂正される。
新署長
演 - 今里真
境川警察署の雪松の後任の署長。雪松が息子・弓弦の殺人を隠蔽し、悠日の兄・朝陽を殺害したことで地に落ちた警察への信頼を5年、10年かけてでも回復しようと、刑事課の刑事たちに呼びかける。
被疑者
演 - 原田佳佑
雪松弓弦が逮捕された後日、境川署の刑事たちから逃亡の末、街中で逮捕された男。

## スタッフ
- 脚本 - 坂元裕二
- 演出 - 水田伸生、鈴木勇馬、塚本連平
- 音楽 - 平野義久
- テーマ曲
  - SOIL&"PIMP"SESSIONS「初恋の悪魔」（Getting Better）[93]
  - SOIL&"PIMP"SESSIONSにRHYMESTERを添えて「初恋の悪魔 -Dance With The Devil-」（Getting Better、第8話 - ）[94]
- 劇中曲 - SOIL&"PIMP"SESSIONS[93]
- サウンドデザイン - 石井和之
- 警察監修 - 鈴木和弘（チーム五社）
- 医療監修 - 新村核
- 脚本協力 - 兵藤るり
- アクションコーディネーター - 佐々木修平
- チーフプロデューサー - 三上絵里子
- プロデューサー - 次屋尚、池田禎子（ザ・ワークス）
- 制作協力 - ザ・ワークス
- 製作著作 - 日本テレビ

## 放送日程
| 話数                                                                        | 放送日  | ラテ欄                                                             | 演出     | 視聴率 |
| --------------------------------------------------------------------------- | ------- | ------------------------------------------------------------------ | -------- | ------ |
| devil 1                                                                     | 7月16日 | 捜査権のない警察署員が謎を解く 坂元裕二脚本 ミステリアスコメディー | 水田伸生 | 6.6%   |
| devil 2                                                                     | 7月23日 | 目撃者無し! 白昼に起きた謎の密室殺人事件!                          | 水田伸生 | 3.9%   |
| devil 3                                                                     | 7月30日 | 私の中にもう一人いる? 完全犯罪 万引き事件!                         | 塚本連平 | 3.8%   |
| devil 4                                                                     | 8月06日 | 犯人も刑事も被害者も、みんな平等に主役だ!                          | 鈴木勇馬 | 5.2%   |
| devil 5                                                                     | 8月13日 | 幸せそうな人を見てどう思うかで 自分が幸せかどうかが決まる          | 塚本連平 | 5.2%   |
| devil 6                                                                     | 8月20日 | 根拠の無い“大丈夫”は、優しさでできてます                           | 水田伸生 | 4.9%   |
| devil 7                                                                     | 9月03日 | 私がいなくなって、 寂しがるのはいいけど、ほどほどにしとけ          | 塚本連平 | 4.2%   |
| devil 8                                                                     | 9月10日 | ぼくが殺されるかどうか見張っててください                           | 鈴木勇馬 | 4.7%   |
| devil 9                                                                     | 9月17日 | ただ、あなたを失うことが怖いんだ!                                  | 水田伸生 | 3.6%   |
| devil 10                                                                    | 9月24日 | 悪魔を殺せるのは悪魔だけだ                                         | 水田伸生 | 4.6%   |
| 平均視聴率 4.7%（視聴率はビデオリサーチ調べ、関東地区・世帯・リアルタイム） |         |                                                                    |          |        |

- 8月27日は『24時間テレビ45「愛は地球を救う」会いたい!』放送のため休止。

## スピンオフドラマ
『初恋の悪魔-4人はリビングで推理する-』（はつこいのあくま よにんはリビングですいりする）と題し、動画配信サービスHuluでスピンオフドラマが独占配信される。
2022年8月20日の第6話放送後に第1話が、9月24日の最終話放送後に第2話が配信された。

### キャスト（スピンオフドラマ）
- 鹿浜鈴之介 - 林遣都[97]
- 馬淵悠日 - 仲野太賀[97]
- 摘木星砂 - 松岡茉優[97]
- 小鳥琉夏 - 柄本佑[97]

### スタッフ（スピンオフドラマ）
- 脚本 - 峰尾賢人[98]
- 演出 - 鈴木勇馬[98]
- チーフプロデューサー - 三上絵里子[98]
- プロデューサー - 次屋尚[98]　ほか
- 制作協力 - ザ・ワークス[98]
- 製作著作 - 日本テレビ[98]

### 配信日程（スピンオフドラマ）
| 各話  | 配信日  |
| ----- | ------- |
| 第1話 | 8月20日 |
| 第2話 | 9月24日 |

## 受賞歴・評価
- ギャラクシー賞（放送批評懇談会）
  - 第17回マイベストTV賞年間2位[99]
- 第113回ザテレビジョンドラマアカデミー賞[100]
  - 助演女優賞：松岡茉優
  - 脚本賞：坂元裕二
  - ※このほか、作品賞2位、助演男優賞において安田顕が3位、主演男優賞においては林遣都が4位、仲野太賀が5位と票を分け合った。
- 第26回 日刊スポーツ・ドラマグランプリ（夏ドラマ）
  - 助演男優賞：柄本佑
  - ※本作の最終話が放送される前に読者投票の公募が終了してしまったが、作品賞において2位、主演男優賞において林遣都が2位、助演女優賞において松岡茉優が2位という結果になり、全体的に『新・信長公記〜クラスメイトは戦国武将〜』に次ぐ高い評価を受けた[101]。

## その他
本作に小鳥琉夏役で出演する柄本佑は、裏番組に当たるNHK総合土曜ドラマ『空白を満たしなさい』で主人公の土屋徹生を演じており、裏かぶりの出演となった。